# Leonid Kúbel

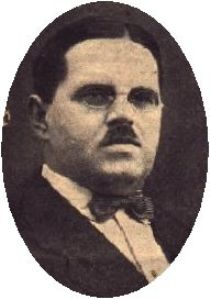
Leonid Kubel.

Leonid Ivánovich Kúbel (Леони́д Ива́нович Ку́ббель, 25 de diciembre de 1891 – 18 de abril de 1942) fue un compositor ruso. Nació en San Petersburgo y murió en Leningrado (actualmente, San Petersburgo otra vez).
Aprendió a jugar al ajedrez cuando tenía siete años, observando a su padre jugar. Se interesó en los problemas de ajedrez] y estudió cómo resolverlos. En 1903 recibió un premio especial en el concurso de resolución de Nueva York organizado por la revista Bohemia in Prague. Ese mismo año publicó su primer problema de ajedrez. Un año después, el periódico de petersburgués St. Petersburger Zeitung publicó su primer estudio. Esto ocurrió el día de su 13 cumpleaños y 20 años después lo mejoró añadiendo dos movimientos. Durante cortos períodos, se abrió paso como uno de los autores más importantes de todo tipo de problemas y estudios. En total creó 2784 problemas y estudios. Algunos de ellos fueron publicados después de la Segunda Guerra Mundial en trabajos póstumos. Leonid Kubel falleció durante el sitio de la ciudad de Leningrado.